# Bludný balvan (Kärdla)
Bludný balvan, estonsky Kärdla rannakivi, Kärdla rändrahn nebo Titekivi, je velký bludný balvan ve vodě na pláži města Kärdla, pobřeží Baltského moře na ostrově Hiiumaa v kraji Hiiumaa v Estonsku.
Tento žulový balvan byl do oblasti přemístěn v době ledové ledovcem z Finska. Je památkově chráněn od 26. září 1962. V kameni jsou vytesány dvě linie s letopočty 1893 a 1967 – znázorňují extrémní hodnoty, do jaké výšky voda stoupala při místních povodních a bouřích. V okolí bludného balvanu jsou vidět další četné menší bludné balvany a souvky. Místo je turistickou atrakcí a je celoročně volně přístupné.
| Největší obvod balvanu | 14,8 m            |
| Hlavní rozměry balvanu | 5,5 × 3,5 × 3,0 m |
| Objem balvanu          | cca ? m³          |

## Galerie

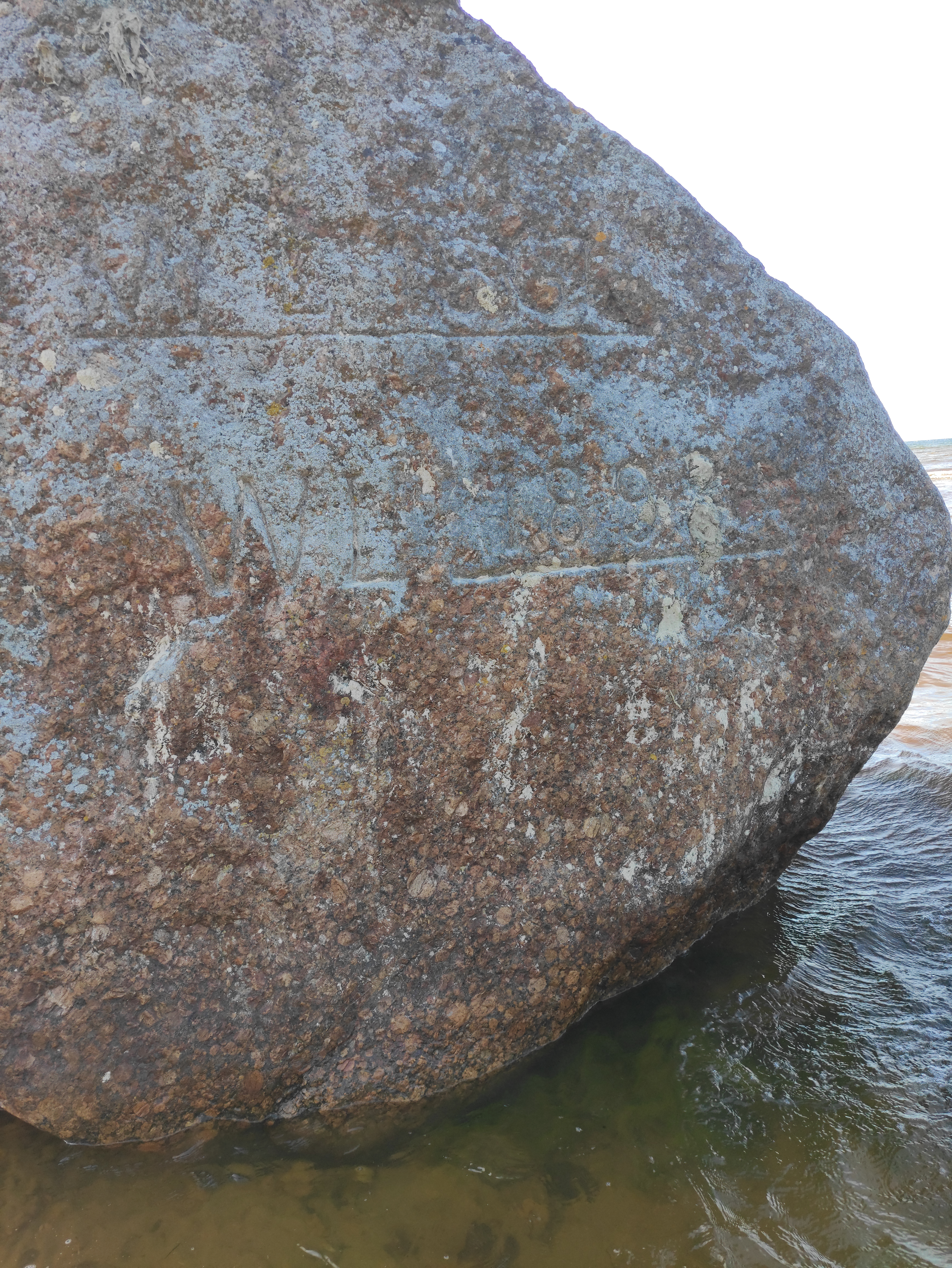
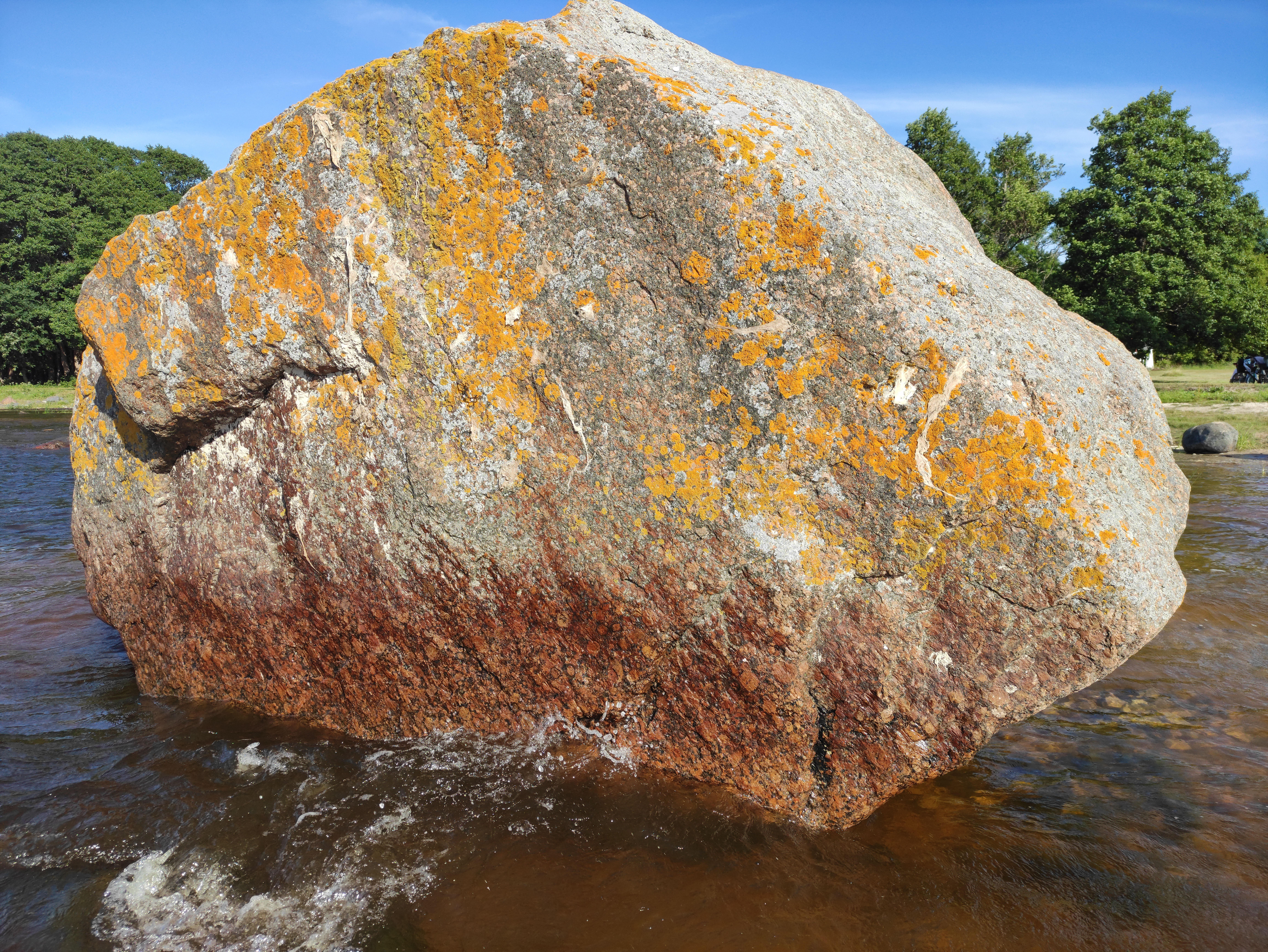
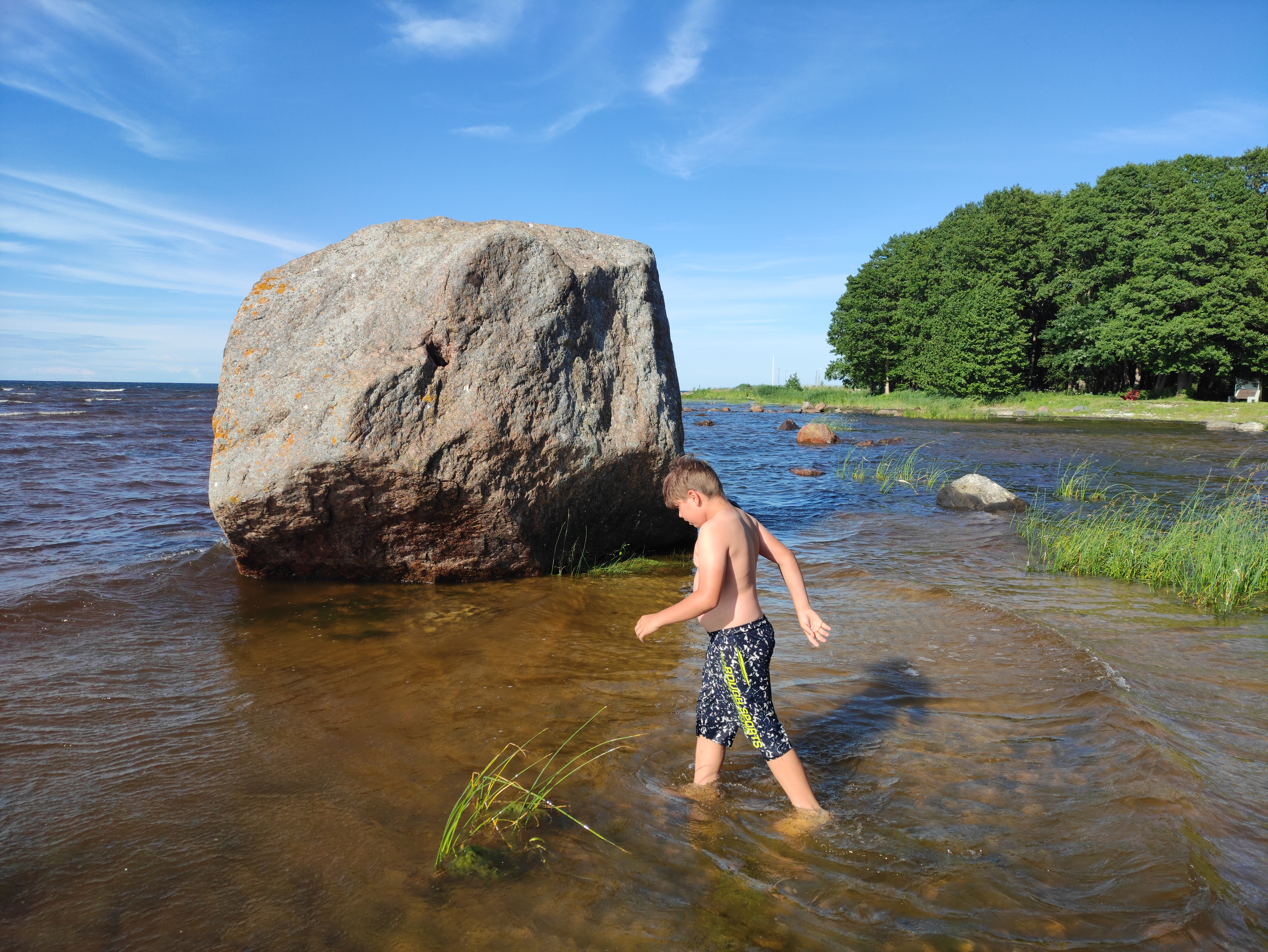